# Колледж музыкально-театрального искусства № 61
Колледж музыкально-театрального искусства имени Г. П. Вишневской — Государственное бюджетное профессиональное образовательное учреждение города Москвы.

## История
1984 год — создание Трацевской Еленой Юрьевной детского музыкального театра на базе Дома пионеров Перовского района г. Москвы.
1988 год — на базе общеобразовательной школы № 635 была создана театральная школа для одарённых детей с углублённым изучением музыкально-театральных основ.
1994 год  — театральная школа получила статус Государственного учебно-воспитательного комплекса № 1841, который соединял общеобразовательную школу и музыкально-театральную детско-юношескую студию, профессиональное образование и творческую лабораторию. Здесь учащиеся закрепляли и совершенствовали полученные навыки на детской сцене, в камерном оркестре или в театрально-художественных мастерских — в зависимости от выбранного отделения.
2002 год — Государственный учебно-воспитательный комплекс № 1841 был преобразован в Колледж музыкально-театрального искусства № 61. Тип данного учреждения соединяет общеобразовательную школу с музыкально-театральным компонентом и колледж, в состав которого входит музыкальный театр оперы и балета. В учебном заведении осуществляется концепция непрерывного обучения одарённых детей.
2014 год — Колледжу присвоено имя великой оперной певицы Галины Павловны Вишневской, которая ещё в начале 1990-х годов взяла на себя шефство над детским музыкальным театром (а позже и над колледжем), неоднократно приезжала к своим подопечным, давала им уроки мастерства. Даже золотую свадьбу Вишневская и Ростропович отмечали в здании колледжа; на этой свадьбе присутствовали королева Нидерландов Беатрикс и королева-консорт Испании София.

## Деятельность

### Общеобразовательная школа
В структуре Колледжа функционирует общеобразовательная школа в составе 1—9 классов, осуществляющая образовательный процесс в соответствии с уровнем общеобразовательных программ и ведущая предпрофильную подготовку по четырём направлениям: оперное, оркестровое, балетное, художественное.

### Специальности среднего профессионального образования
Колледж реализует специальности среднего профессионального образования по следующим направлениям:
Отделение «Вокальное искусство»
Специальность 073401 «Вокальное искусство»,
Квалификация выпускника — артист-вокалист, преподаватель;
Отделение «Инструментальное исполнительство»
Специальность 073101 «Инструментальное исполнительство» (по видам инструмента).
Квалификация: артист; преподаватель.
Отделение «Хореографическое искусство»
Специальность 071201 «Хореографическое искусство»
Квалификация выпускника — артист балета, преподаватель.
Продолжительность обучения — 7 лет 10 месяцев (с 5-го класса общеобразовательной школы)
Отделение «Театрально-декорационное искусство»
Специальность 070206 «Театрально-декорационное искусство».
Специализация — художественно-костюмерное оформление спектакля.
Квалификация — специалист по театрально-декорационному искусству.
Специальность 071001 «Живопись».
Специализация — «Театрально-декорационная живопись».
Квалификация — художник живописец, преподаватель.

## Музыкальный театр оперы и балета
При колледже функционирует Учебный музыкальный театр оперы и балета.
Художественный руководитель — Елена Юрьевна Трацевская —  кандидат педагогических наук, заслуженный учитель РФ, лауреат премии Президента РФ.
Деятельность театра отмечена наградами на различных конкурсах и фестивалях, таких как: «Юные таланты Московии», фестиваль детских музыкальных театров им. Н. Сац, «Серебряный голос», «Подснежник», «Хрустальная капелька», Итальянский хоровой конкурс-фестиваль Chorus Inside (Гран-При) и т. д. Творческий коллектив детского театра ведет активную гастрольную деятельность, как в России, так и за рубежом.
В репертуаре театра музыкально-сценические композиции по мотивам произведений:
П. И. Чайковского «Евгений Онегин» и «Пиковая дама»,
В. А. Моцарта «Волшебная флейта»,
И. Штрауса «Летучая мышь»,
Ж. Бизе «Кармен»,
Д. Верди «Травиата»,
Г. Пёрселла «Дидона и Эней»,
А. Бородина «Князь Игорь» и других мастеров мирового репертуара.
Театр представляет также четыре детские музыкальные миниатюры А. Бюхнера («Весёлые марионетки», «Грибной переполох», «Король Еловая шишка», «Царь Ледыш») и оперу рубежа XVIII—XIX веков «Горебогатырь Косометович», которую написал испанский композитор Мартин-и-Солер на либретто Екатерины II.
В 2015 году Музыкальный театр начал работу над одноактной оперой К. Орфа «Луна»(Der Mond). Премьера оперы состоялась 23 июня 2015 года в зале Камерного музыкального театра имени Б. А. Покровского.
2017 год стал богат на новые премьерные спектакли, ставшие популярными и любимыми
- "Вольный Ветер" Исаака Дунаевского с участием студентов и выпускников разных лет.
- Сатирический мюзикл по мотивам одноименного фильма "Спасите утопающего" — комедия 1967 года режиссёра Павла Арсенова, на музыку М.Таривердиева и стихи Г.Поженяна.
- Опера Сергея Гаврилова "Аминта" по одноименной пасторали итальянского поэта Торквато Тассо

## Награды
- Почётная грамота Московской городской думы (28 апреля 2010 года) — за заслуги перед городским сообществом[2].